# Estrela do tipo tardio
Na classificação estelar, uma estrela do tipo tardio é uma estrela das classes K ou M. Este termo foi cunhado no início do século XX, época em que se acreditava que as estrelas começavam suas "vidas" como estrelas do tipo inicial das classes O, B, ou A, e subsequentemente evoluíam para estrelas do tipo tardio.